# Spider-Man (TV-serie, 1981)
Spider-Man är en amerikansk animerad TV-serie som ursprungligen sändes 12 september 1981-6 mars 1982, och är baserad på Marvel Comics seriefigur med samma namn.

## Rollfigurer i urval
- Ted Schwartz - Peter Parker/Spider-Man, Dr. Bradley Shaw/Nephilia
- Linda Gary - Aunt May
- Ralph James - Doctor Doom/Victor von Doom
- Buster Jones - Robbie Robertson
- Mona Marshall - Betty Brant
- William Woodson - J. Jonah Jameson

### Fotnoter
1. ↑  Travis Fickett, Eric Goldman, Dan Iverson, Brian Zoromski (3 maj 2007). ”Spider-Man” (på engelska). IGN. http://www.ign.com/articles/2007/05/03/spider-man-on-tv?page=3. Läst 13 januari 2017.